# Пустыня горячих нептунов

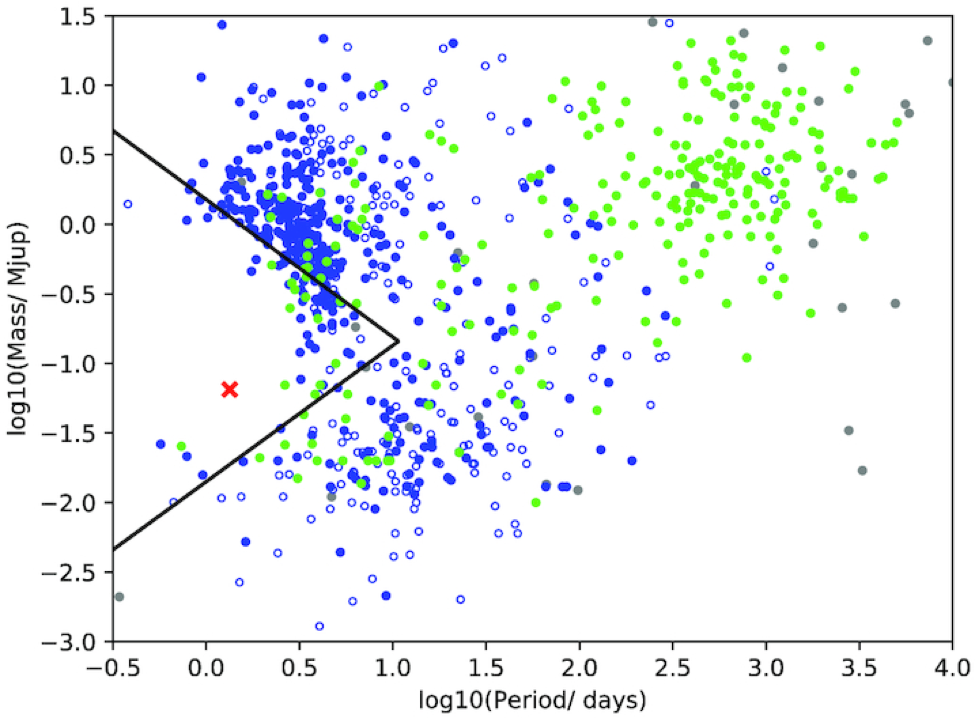
Распределение масс экзопланет в зависимости от периода их обращения. Черными линиями показаны границы Нептунианской пустыни. Красным крестом отмечена экзопланета NGTS-4b.

Пустыня горячих нептунов или пустыня субюпитеров в широком смысле определяется как область, близкая к звезде (период < 2–4 дней), где обнаружено мало экзопланет размером с Нептун (> 0,1 MJ). В этой области планеты не сохраняют свою начальную газовую атмосферу из лёгких веществ, оставляя только скалистое ядро. Планеты размером с Нептун, должно быть, легче найти на короткопериодических орбитах, и многие достаточно массивные планеты были обнаружены с более длинными орбитами в результате исследований по данным с обсерваторий CoRoT, "Кеплер" и TESS. Физические механизмы, приводящие к наблюдаемой пустыне горячих нептунов, в настоящее время неизвестны, но было высказано предположение, что это может быть связано с механизмом формирования короткопериодических суперземель и газовых планет, аналогичному механизму возникновения пустыни коричневых карликов. Потеря лёгких веществ также может быть связана с действием мощного звёздного излучения на атмосферу близких планет.

### Экзопланеты в пустыне горячих нептунов
- В 2019 году было обнаружено, что экзопланета NGTS-4 b с массой 20 М🜨 и радиусом на 20 % меньше Нептуна всё ещё имеет атмосферу, вращаясь каждые 1,3 дня в пределах «пустыни нептунов» NGTS-4, — звезды К-карлика, расположенной в 922 световых годах от Земли. Атмосфера, возможно, сохранилась из-за необычно высокой массы ядра планеты, или она могла мигрировать на свою нынешнюю близкую орбиту уже после этой эпохи максимальной звездной активности[1].
- В 2020 году была обнаружена ещё одна экзопланета, находящаяся в пустыне горячих нептунов — LTT9779 b, в 260 световых годах от Земли. В 2023 году Европейское космическое агентство (ESA) сообщило, что она отражает 80% падающего на нее света, из-за столь высокой отражательной способности LTT9779 b прозвали «зеркальной планетой». Температура экзопланеты достигает 2000 ℃, она покрыта металлическими облаками, эффективно отражающими свет звезды, ранее учёные считали, что облака не могут образовываться при столь высоких температурах[2].